# 375 v.Chr.
Het jaar 375 v.Chr. is een jaartal volgens de christelijke jaartelling. 

## Gebeurtenissen

### Griekenland
- De Thebaanse generaal Pelopidas verslaat met de Heilige Schare van Thebe een Spartaanse legermacht in de slag bij Tegyra.
- De Griekse eilanden Kefalonia, Korfoe en Zakynthos sluiten zich aan bij de Tweede Delisch-Attische Zeebond.

### China
- Zhou Lie Wang wordt de nieuwe koning van de Zhou-dynastie.

## Geboren
- Clitus (~375 v.Chr. - ~328 v.Chr.), Macedonische veldheer

## Overleden
- Mago II (? - ~375 v.Chr.), Carthaagse koning en generaal